# Księgarz z Kabulu
Księgarz z Kabulu – oparta na faktach historia kabulskiej rodziny księgarza Shaha Muhammada Raisa napisana przez norweską dziennikarkę Åsne Seierstad. Wydaną w 2002 roku w języku norweskim książkę w Polsce wydano w 2005 (tłumaczenie – Anna Marciniakówna). Pozycja została wydana przez Warszawskie wydawnictwo WAB, w formacie A5, zawiera 307 stron.

## O powstaniu książki
Wrzesień 2001 roku. Dwa tygodnie po zamachu na World Trade Center norweska dziennikarka przyjeżdża do Kabulu. Afganistan po upadku reżimu talibów. Na zaproszenie rodziny księgarza Shaha Mohammada Raisa, Åsne Seierstad spędza 3 miesiące w jego domu. Poznając jego wielopokoleniową rodzinę. Wróciwszy do Norwegii pisze o tym książkę, która staje się światowym bestsellerem.

## Tematyka książki
Autorka przedstawia w niej Afganistan z epoki Zahera Shaha, potem dziesięciu lat interwencji rosyjskiej, bratobójczych walk mudżahedinów i reżymu talibów. Z tego ostatniego okresu autorka przedstawia np. zakazy i nakazy wprowadzone przez talibów – zakaz noszenia nieprzyzwoitych strojów, golenia bród, organizowania walk ptaków, używania narkotyków i handlu nimi, puszczania latawców, portretowania istot żywych, noszenia fryzur na modłę zachodnią, czy zakaz muzyki i tańca na weselach. Nakazano wówczas pod groźbą więzienia kilkakrotnie w dzień modlić się w meczetach. Kobietom nie wolno było wychodzić samym z domu, a i z mężczyzną mogły się poruszać ukryte w burce. Przy okazji A.S. opowiada, że burkę wprowadził po raz pierwszy w 1901–1919 roku król Habibullah jako osłonę swoich 200 żon przed oczyma innych mężczyzn. Spopularyzowane w latach 50. przede wszystkim wśród bogatych, za czasu talibów stały się symbolem Afganistanu. Autorka cały rozdział swej książki poświęca burkom, ich historii, ich funkcji. Opisuje afgańskie kobiety na targu jako chodzące burki, anonimowe, bezimienne. Twarze odzyskują dopiero w domu. Twarze, które ukradły im burki.
Przedstawiając gospodarza domu pod nazwiskiem Sultan Khan, pokazuje go jako znawcę afgańskiej kultury, księgarza, który z narażeniem życia ratował przed talibami książki – świadectwo przeszłości Afganistanu. Jednocześnie ten sam człowiek we własnym domu okazuje się tyranem karzącym młodszego brata za nieposłuszeństwo ostracyzmem rodzinnym, zmuszającym do 12-godzinnej codziennej pracy swego 11-letniego syna, biorącym sobie po pięćdziesiątce drugą nastoletnią żonę, której grozi, że jeśli będzie mu rodzić córki, zastąpi ją kolejną żoną.
A.S. pisze o próbie buntu traktowanej jak służąca najmłodszej siostry Sultana, Leily, buntu, którego granicą jest jej własny strach przed wyróżnieniem się, świadomość podporządkowanego miejsca kobiety wzmocniona przez kilka lat panowania talibów. Opisuje pielgrzymkę najstarszego syna Sultana, przymuszanego przez ojca do niewolniczej pracy w księgarni, Mansura. Mansur jedzie do grobu czczonego przez szyitów zięcia Mahometa, Alego. Do Mazar-e Szarif, by oczyścić się z grzechu nie powstrzymania przyjaciela od gwałtu na małej głodnej dziewczynce.
Wielką figurą tej książki jest kobieta. Zdominowana przez mężczyznę, marząca o małżeństwie z kimś, kto pozwoli jej kształcić się i pracować. A.S. cały rozdział poświęca afgańskim kobietom, dla których tęsknota za miłością jest tabu, które protestują w pieśniach i samobójstwach. W życiu codziennym nie umieją się przeciwstawić matce, ojcu, starszemu bratu, synowi – rezygnując np. z marzenia o pracy w szkole (żona Sultana, Sharifa), czy akceptując niechciane małżeństwo (Leila). Harują od rana do nocy obsługując całą rodzinę, poniżane przez mężczyzn, bez prawa do decydowania o swoim losie. W strachu, że nie urodzą dziecka (Firoza, siostra Sultana), przerażone, że mogłoby być córką i mąż spragniony synów weźmie kolejną żonę (Sonia, druga zona Sultana). Jeszcze młodszą. Jej młodością podtrzyma on energię w swoim starzejącym się ciele. W książce opisano przygotowanie takiej nastolatki do ślubu ze starszym od jej ojca Sultanem. Także związane z tym uczucia jego starszej żony Sharify. A.S. szczegółowo i bardzo ciekawie opisuje zwyczaje afgańskie.
opisuje też nędzę zniszczonego wojnami Kabulu, w którym wdowy po żołnierzach sprzedają swoje ciało, by ratować od śmierci głodowej swoje dzieci. Rozwiązaniem bywa też kradzież. Nie jest już (jak za talibów) karana utratą ręki, ale uwięzienie żywiciela rodziny skazuje rodzinę na głód. W książce przedstawiono udział głównego bohatera Sultana w takiej zmianie losu człowieka, który go okradł ze sprzedawanych w księgarni pocztówek.

## Kontrowersje
A.S. zaproszono na 3 miesiące do afgańskiego domu. Książka o nim przyniosła goszczącej u niego A.S. sławę. On sam poczuł się zdradzony. W książce przedstawiono go jako ciężko pracującego intelektualistę i znawcę afgańskiej kultury, który godnie przetrwał reżimy, ale w domu pozostał nie znającym litości tyranem zmuszającym do niewolniczej pracy swoje dzieci. Zmiana imienia nie oszczędziła jego osoby – zbyt jest znany w Kabulu. Rais pozwał A.S. w Norwegii do sądu za zniesławienie i osąd jego charakteru, rodziny i Afganistanu. W 2005 podczas podróży po Skandynawii Rais zadeklarował chęć proszenia tu o azyl, bo życie po publikacji w Afganistanie stało się dla niego niebezpieczne. Przegrawszy proces próbował bronić siebie pisząc własną wersję przedstawionych tu w książce zdarzeń – There once was a bookseller in Kabul.
Gazeta Wyborcza pisze o tym: I tak mieliśmy do czynienia ze zjawiskiem ery globalnej – chyba po raz pierwszy przedstawiciel Trzeciego Świata, obrażony sposobem, w jaki przedstawiono go w książce z Pierwszego Świata, chciał dochodzić swoich praw. A ponieważ jest to również era postkolonialna, pytanie, czy można oceniać inną kulturę poprzez kryteria własnej, jest bardziej aktualne niż kiedykolwiek. Punkt widzenia autorki skomentowany jest następująco: Patrzy z punktu widzenia wyzwolonej Skandynawki, dla której małżeństwo zaaranżowane przez rodzinę musi być tragedią, rodzinna hierarchia -zawsze tyranią, a burka – chodzącym więzieniem.